# Fasinpat
FaSinPat — завод по производству керамической плитки, ранее известный как Zanon, сегодня находящийся под контролем рабочих. Он расположен в провинции Неукен Аргентины и является самым известным заводом в движении рабочего самоуправления. Аббревиатура расшифровывается как Fábrica Sin Patrones, то есть «Фабрика Без Боссов» на испанском.

## Открытие завода

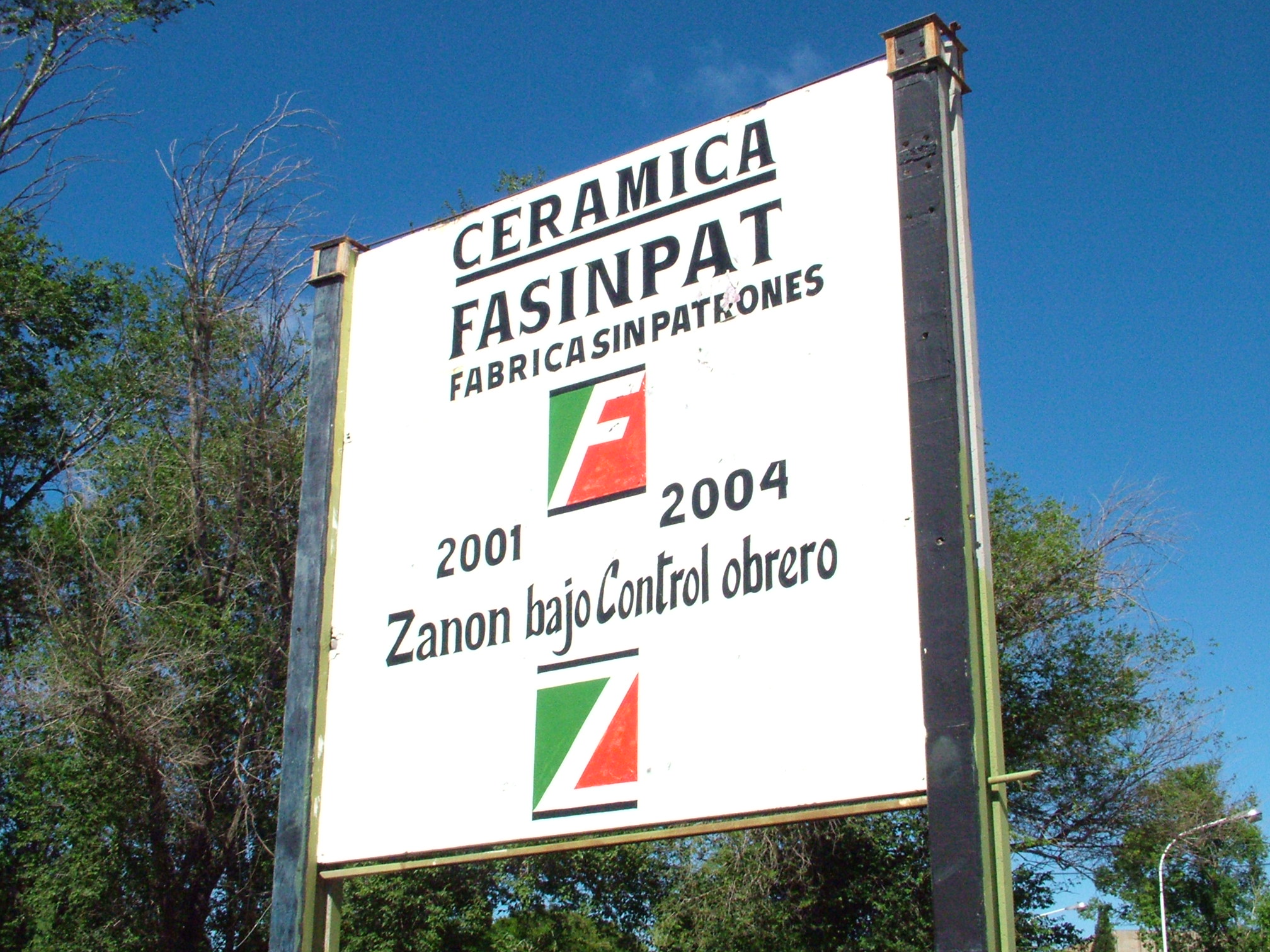
Логотип

Завод, прежде известный как Zanon, был открыт в начале 1980-х годов, в то время как в Аргентине правила диктатура получившая название «Процесс национальной реорганизации». По словам Алехандро Лопеса, представителя профсоюза, Zanon был построен на общественной земле с привлечением государственных средств из национального и провинциальных бюджетов, которые не были погашены. В первом параде, Луиджи Занон поблагодарил военное правительство за то, что «Аргентина безопасна для инвестиций», с очевидной ссылкой на «Грязную войну» (незаконные репрессии в отношении политических диссидентов). В 1990-е Zanon вырос из-за кредитов от национальных и провинциальных органов власти; Луиджи Занон был хорошим другом и бывшего президента Аргентины Карлоса Менема и бывшего губернатора провинции Неукен Хорхе Собиша.
По мнению Лопеса, профсоюз Zanon перешёл под контроль преступных элементов, которые действовали в сговоре с владельцем завода в 1990-х годах, когда аргентинское трудовое законодательство оставляло предпринимателям и их наемным сотрудникам больший выбор для заключения трудовых соглашений. В 2000 году, после того как трудовое законодательство стало более интервенционистским, профсоюз активизировался и рабочие Zanon начали требовать повышения зарплат. Увеличение активности рабочих привело к серьёзному конфликту с владельцем завода, который закончился стрельбой по рабочим, пока он не решил ввести локаут (временная остановка работы, с целью оказания давления на работников) в 2001 году в надежде на наем более послушной рабочей силы в будущем.

## Закрытие завода и его захват рабочими
После закрытия завода рабочие захватили его в отчаянной попытке сохранить свою работу. Они оправдывали это большой суммой задолженности по выплатам, и тем фактом, что завод был построен за счет государственных средств, а также заботой о разбазариваемых активах. Эти события произошли в общем контексте беспорядков, вызванных в 2001 году аргентинским экономическим кризисом.
В начале захвата Луиджи Занон не сопротивлялся. В 2002 году правительство отказалось от фиксированного обменного курса 1 к 1 песо-доллар и приняло постановление о pesificación («песофикации»), то есть о переводе средств со всех долларовых банковских счетов в песо по официальному курсу. В результате изменившейся экономической среды FaSinPat стал снова выгоден и Луиджи Занон попытался восстановить право собственности на завод. Он обратился в суд, а также оказывал давление на правительство, чтобы оно выселило всех захватчиков. Рабочие FaSinPat столкнулись с ростом насилия и угрозами убийств. Так, в марте 2005 года была похищены и подвергнута пыткам одна работница предприятия.
Экономически FaSinPat стал успешным и смог расширить производство. В течение четырех лет работы было нанято более 170 новых рабочих, в результате чего общее число работников достигло 410 человек по состоянию на апрель 2005 года.
FaSinPat стал налаживать отношения с обществом. С самого начала восстановленный завод пожертвовал плитку для общественных центров и больниц, организовывал и культурные мероприятия для общин на своей территории. В 2005 году на FaSinPat проголосовали за строительство клиники в бедных районах Nueva España. Жители Nueva España требовали такую клинику от провинциального правительства в течение двух десятилетий; FaSinPat построил её за три месяца. Поддержка общества была очень важна в деле защиты восстановленного завода от поступавших угроз.
14 августа 2009 года палата Депутатов Неукена, повинуясь народному давлению, наконец признала законным рейдерский захват завода по производству керамической плитки Zanon её рабочими. Кроме того, государство согласилось выплатить основную задолженность кредиторам, около 22 млн песо (около $ 7 млн). Главным среди таких кредиторов является Всемирный банк, у которого Луиджи Занон взял значительный кредит для запуска завода, и итальянская компания «SACMY», которая выпускает технику для производства керамики. Однако кооператив сопротивляется этим действиям, заявив, что эти кредиторы приняли участие в намеренном банкротстве завода в 2001 году, и что Луиджи Занон сам должен нести ответственность за эти долги, потому что кредиты пошли в его карман, а не на пользу заводу.